# The Waiters' Ball
The Waiters' Ball er en amerikansk stumfilm fra 1916 af Fatty Arbuckle.

## Medvirkende
- Roscoe 'Fatty' Arbuckle
- Al St. John
- Corinne Parquet
- Joe Bordeaux
- Kate Price